# Phigalia buckwelli
Phigalia buckwelli är en fjärilsart som beskrevs av Charles E. Rungs 1952. Phigalia buckwelli ingår i släktet Phigalia och familjen mätare. Inga underarter finns listade i Catalogue of Life.